# 螢田站

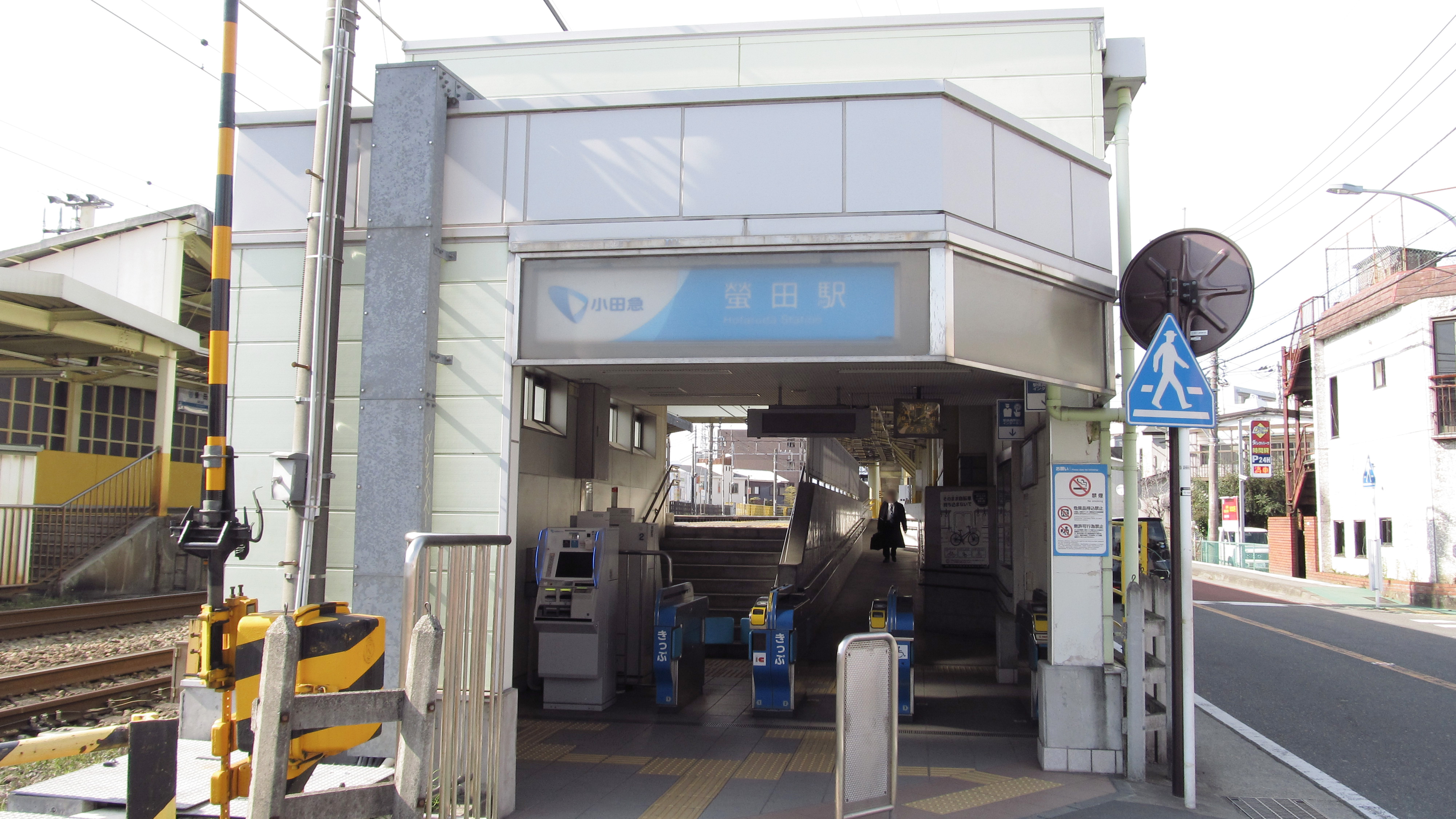
東口（2014年3月4日）

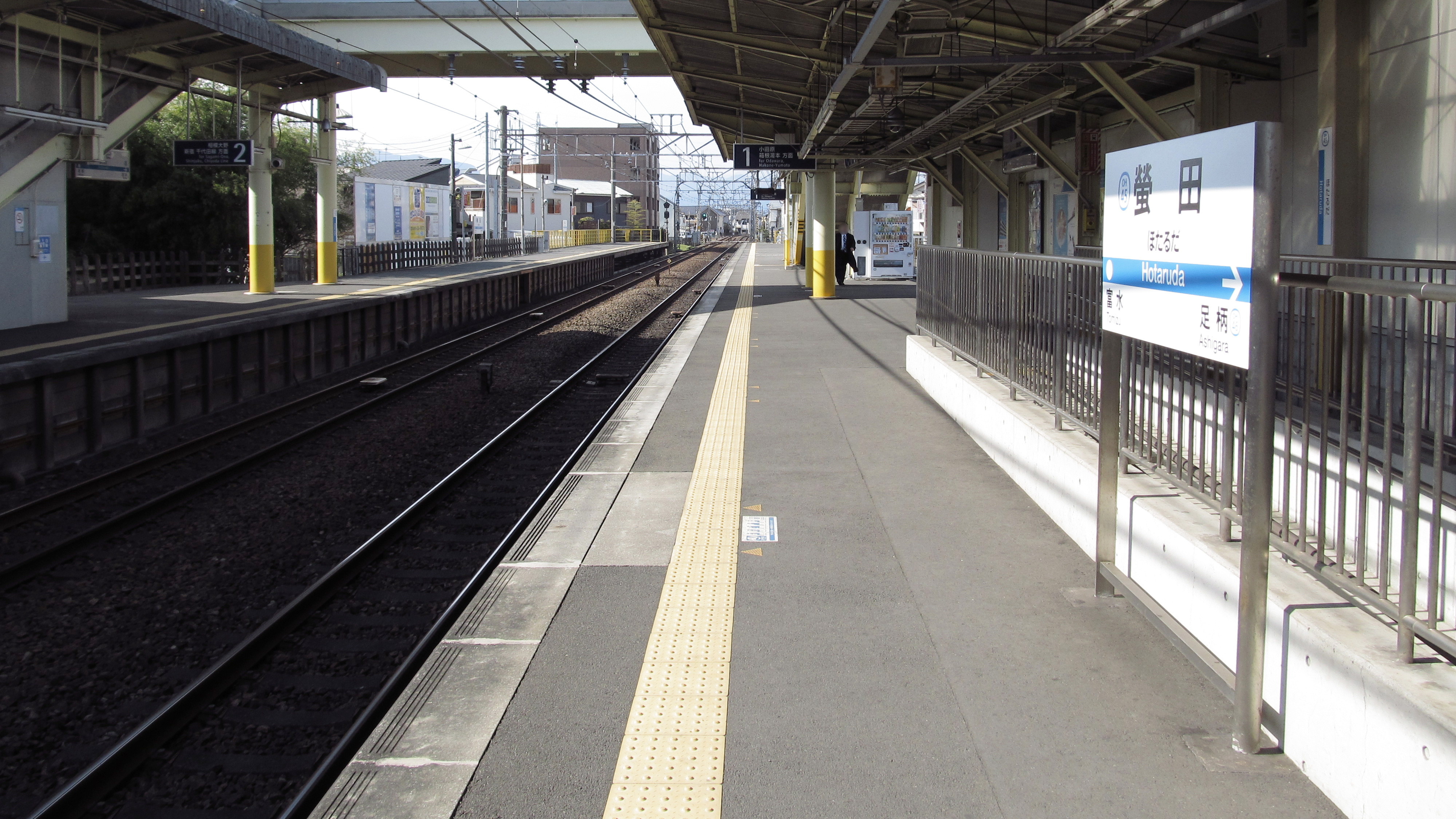
月台（2014年3月4日）

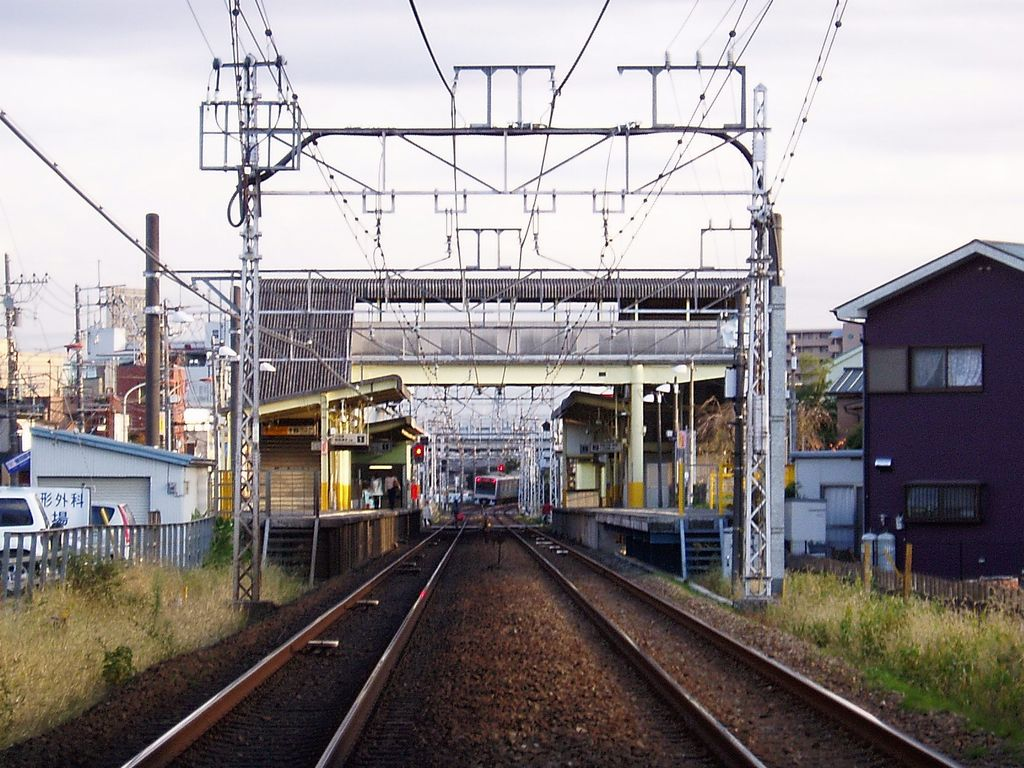
新宿方向平交道望向站內（2007年11月）

螢田站（日语：／ Hotaruda eki */?）是一個位於神奈川縣小田原市蓮正寺，屬於小田急電鐵小田原線的鐵路車站。車站編號是OH 45。

## 歷史
- 1952年（昭和27年）4月1日 - 開業。為各站停車與準急停靠站。
- 1960年（昭和35年）3月25日 - 新增通勤準急班次，本站為其停靠站。
- 1964年（昭和39年）11月5日 - 廢止通勤準急。
- 1983年（昭和58年）3月22日 - 增停部分急行班次。
- 2008年（平成20年）3月15日 - 「準急」不再駛入新松田以西，本站不再停靠「準急」。
- 2018年（平成30年）3月17日 - 小田原至本厚木各站停車的急行列車改在新松田變更車種為各站停車，本站不再有急行停靠[2]。另外，停靠本站的列車不直通箱根登山線。

### 站名由來
此地自古以來便以「螢火蟲」聞名，因而稱為「螢田」。當初曾計畫以附近地名「蓮正寺（れんしょうじ）」作為站名，但未採用。

## 車站構造
本站是側式月台2面2線地面車站。東西兩月台皆有剪票口，月台間有天橋連結。東口全日、西口部分時段無站員。另外，包含本站在內的新松田～小田原間中途5站的月台有效長度為120公尺（20公尺車輛6組），不停靠10輛編組的急行。
2015年度，本站與富水站、足柄站、開成站、栢山站計畫設置列車資訊顯示器，同年度完成。
月台從東側起為1號月台。
| 月台 | 路線     | 方向 | 目的地                       |
| ---- | -------- | ---- | ---------------------------- |
| 1    | 小田原線 | 下行 | 小田原、箱根湯本方向         |
| 2    | 小田原線 | 上行 | 相模大野、新宿、千代田線方向 |

- 午間時段往新松田班次全部與新松田始發的急行班次接續。

## 利用狀況
2017年度1日平均上下車人次為6,283人。小田急線全70站中名列68位。
近年上下車人次、上車人次變化如下表。
| 年度               | 1日平均 上下車人次 | 1日平均 上車人次 | 來源     |
| ------------------ | ------------------ | ---------------- | -------- |
| 1995年（平成07年） |                    | 3,328            | [ * 1 ]  |
| 1998年（平成10年） |                    | 3,187            | [ * 2 ]  |
| 1999年（平成11年） |                    | 3,062            | [ * 3 ]  |
| 2000年（平成12年） |                    | 3,026            | [ * 3 ]  |
| 2001年（平成13年） |                    | 2,931            | [ * 4 ]  |
| 2002年（平成14年） |                    | 2,863            | [ * 5 ]  |
| 2003年（平成15年） | 5,724              | 2,897            | [ * 6 ]  |
| 2004年（平成16年） | 5,646              | 2,933            | [ * 7 ]  |
| 2005年（平成17年） | 5,672              | 2,944            | [ * 8 ]  |
| 2006年（平成18年） | 5,647              | 2,934            | [ * 9 ]  |
| 2007年（平成19年） | 5,691              | 2,940            | [ * 10 ] |
| 2008年（平成20年） | 5,850              | 3,014            | [ * 11 ] |
| 2009年（平成21年） | 5,816              | 2,990            | [ * 12 ] |
| 2010年（平成22年） | 5,862              | 3,001            | [ * 13 ] |
| 2011年（平成23年） | 5,879              | 3,001            | [ * 14 ] |
| 2012年（平成24年） | 6,082              | 3,104            | [ * 15 ] |
| 2013年（平成25年） | 6,293              | 3,212            | [ * 16 ] |
| 2014年（平成26年） | 6,207              | 3,155            | [ * 17 ] |
| 2015年（平成27年） | 6,241              | 3,172            | [ * 18 ] |
| 2016年（平成28年） | 6,428              | 3,262            | [ * 19 ] |
| 2017年（平成29年） | 6,283              |                  |          |

## 車站周邊
東口有小型站前廣場。
- 螢田站前郵便局
- 相模信用金庫螢田支店
- 小田原市立泉中學校
- 小田原市立東富水小學校
- 神奈川縣立小田原養護學校
- 小田原市綜合文化體育館·小田原體育館（日语：小田原アリーナ）
- 酒匂川
- 城北市鎮中心泉住民窗口（城北タウンセンターいずみ住民窓口）

### 巴士路線
東口道路上有巴士站。
- 螢田站
  - 關本（日语：箱根登山バス関本営業所）（大雄山站） - 塚原 - 狩川橋、小田原站東口（箱根登山巴士）※平日2班
  - 小田原站東口 - 栢山站（箱根登山巴士）

## 相鄰車站
小田急電鐵
 小田原線

■快速急行、■急行
通過
■各站停車
富水（OH 44）－螢田（OH 45）－足柄（OH 46）

## 外部連結
- 螢田 - 小田急電鐵